# Cordonata Capitolina

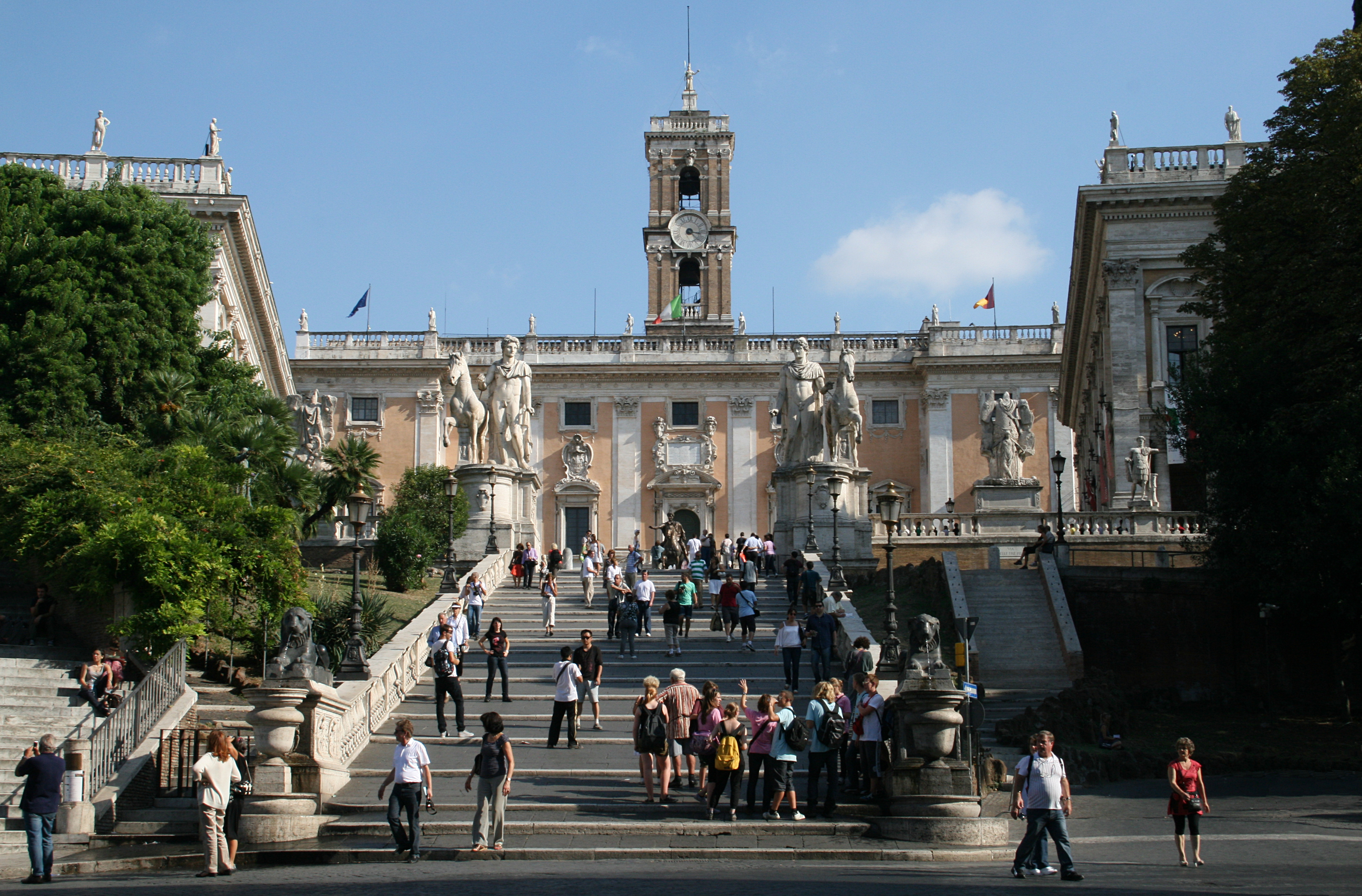
Cordonata Capitolina a Roma, dissenyada per Miquel Àngel.

La Cordonata Capitolina és un carrer en pendent, format per grans elements de pedra o maó que el fa similar a una escala. Es troba a Roma, en el districte de Campitelli. Es connecta la plaça del Capitoli amb la Piazza d'Aracoeli, i va ser dissenyat per Miquel Àngel al segle xvi, per encàrrec del papa Pau III, dins els treballs de renovació del Capitoli.
La cordonata Capitolina, de fàcil accés i trànsit va ser pensada per al pas d'homes a cavall, se àmplia lleugerament cap amunt, després, van posar les grans estatuas dels Dioscurs, Castor i Pòl·lux, i el grup escultòric conegut com a I Trofei di Mario.
Dues estàtues de lleons adornen l'escala a la base, mentre que a la meitat de l'escala es troba l'estàtua de Cola di Rienzo, dissenyada per Girolamo Masini el 1887 just al costat del lloc on va ser executat.